# Własność wspólna
Własność wspólna – forma posiadania, w której aktywa organizacji, przedsiębiorstwa lub wspólnoty są utrzymywane niepodzielnie, a nie w imieniu poszczególnych członków lub grup jako wspólna własność prywatna. Tego rodzaju własność występuje w różnych formach we wszystkich systemach gospodarczych. Własność wspólna środków produkcji jest jednym z głównych celów ruchów socjalistycznych, traktowana jako niezbędny mechanizm demokratyczny umożliwiający powstanie i funkcjonowanie społeczeństwa komunistycznego.
Zwolennicy tej koncepcji rozróżniają własność wspólną od własności kolektywej oraz dóbr wspólnych. Własność kolektywna odnosi się do aktywów posiadanych wspólnie przez określoną grupę, np. spółdzielnię produkcyjną, podczas gdy dobra wspólne to zasoby dostępne bez ograniczeń, takie jak publiczne parki.

## W chrześcijaństwie

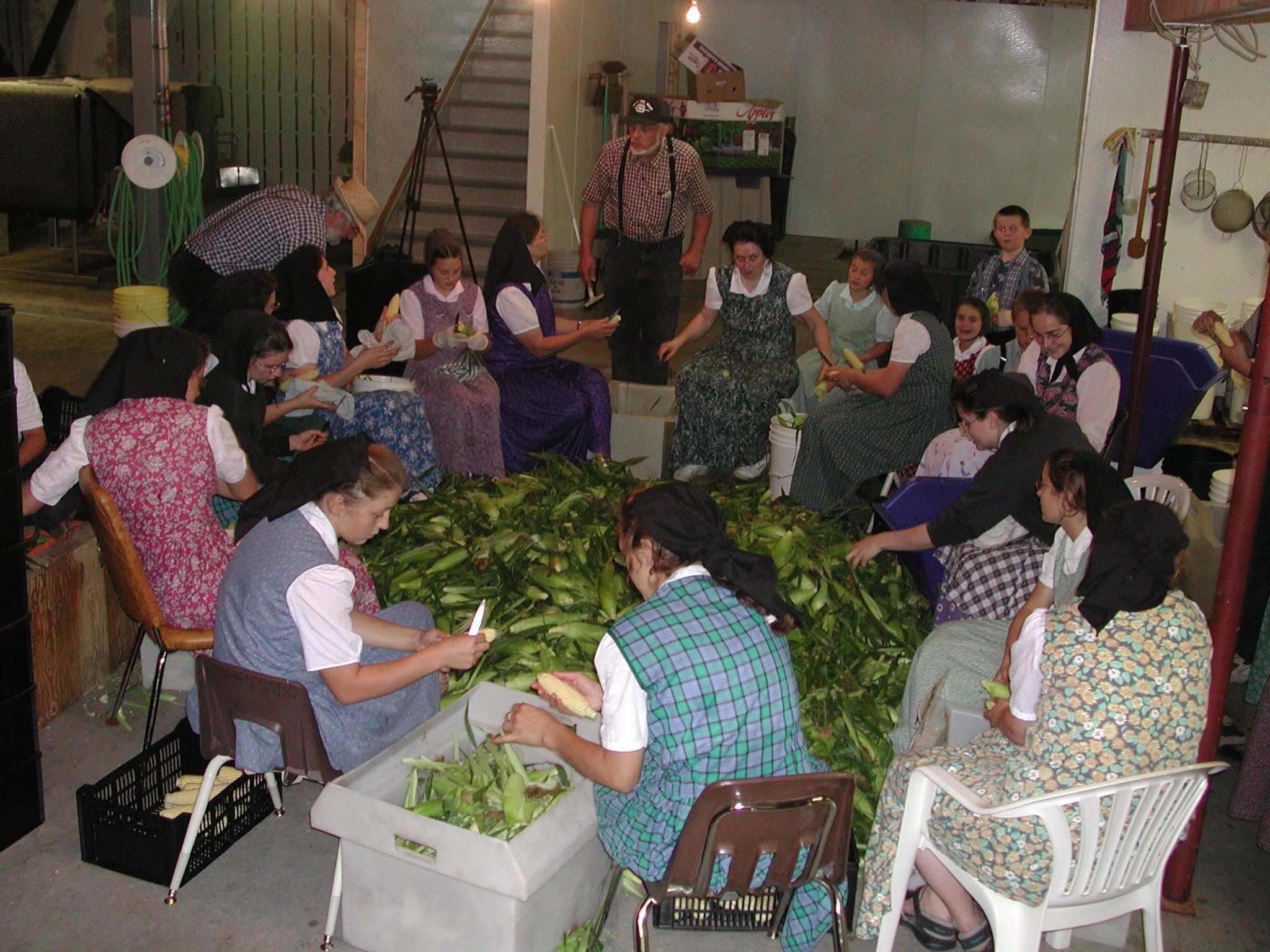
Huteryci, wśród których funkcjonuje wspólna własność — na wzór pierwotnego chrześcijaństwa

Idea własności wspólnej ma swoje źródła również w tradycji chrześcijańskiej. Wczesny Kościół jerozolimski, zgodnie z relacjami z Dziejów Apostolskich (rozdziały 2 i 4), dzielił się wszystkimi dobrami materialnymi. Na wzór tej wspólnoty wielu chrześcijan dążyło do realizacji zasady wspólnego posiadania dóbr. Praktykę tę kontynuują niektóre grupy chrześcijańskie, m.in. huteryci (od ok. 500 lat) i wspólnoty Bruderhof (od ok. 100 lat), w których majątek jest zazwyczaj formalnie własnością fundacji lub organizacji charytatywnej, utworzonej w celu zabezpieczenia potrzeb członków wspólnoty. Chrześcijańscy komuniści często interpretują cytaty z Dziejów Apostolskich jako dowód na to, że pierwsi chrześcijanie żyli w społeczeństwie komunistycznym. Werset z Dz 4,35: „rozdzielano każdemu według potrzeby” bywa przytaczany jako biblijne źródło zasady „każdemu według potrzeb”.

## W gospodarkach kapitalistycznych
Własność wspólna funkcjonuje również w kapitalizmie, głównie w ramach organizacji non-profit, stowarzyszeń dobrowolnych, czy instytucji publicznych. Spółdzielnie, zwłaszcza spółdzielnie detaliczne, mogą wykazywać cechy własności wspólnej, mimo że ich członkowie są indywidualnymi właścicielami. Formy wspólnego posiadania obejmują także tworzenie i udostępnianie treści na zasadach otwartego dostępu – np. oprogramowania open source, domeny publicznej czy materiałów objętych dozwolonym użytkiem. Pomoc wzajemna, szczególnie w społecznościach marginalizowanych i w czasie kryzysów (np. podczas pandemii COVID-19), jest również praktycznym przykładem własności wspólnej w warunkach gospodarki rynkowej.
Własność wspólna może również występować w różnego rodzaju komunach, czyli świadomej wspólnocie ludzi żyjących razem, dzielących wspólne interesy.

## W gospodarkach socjalistycznych

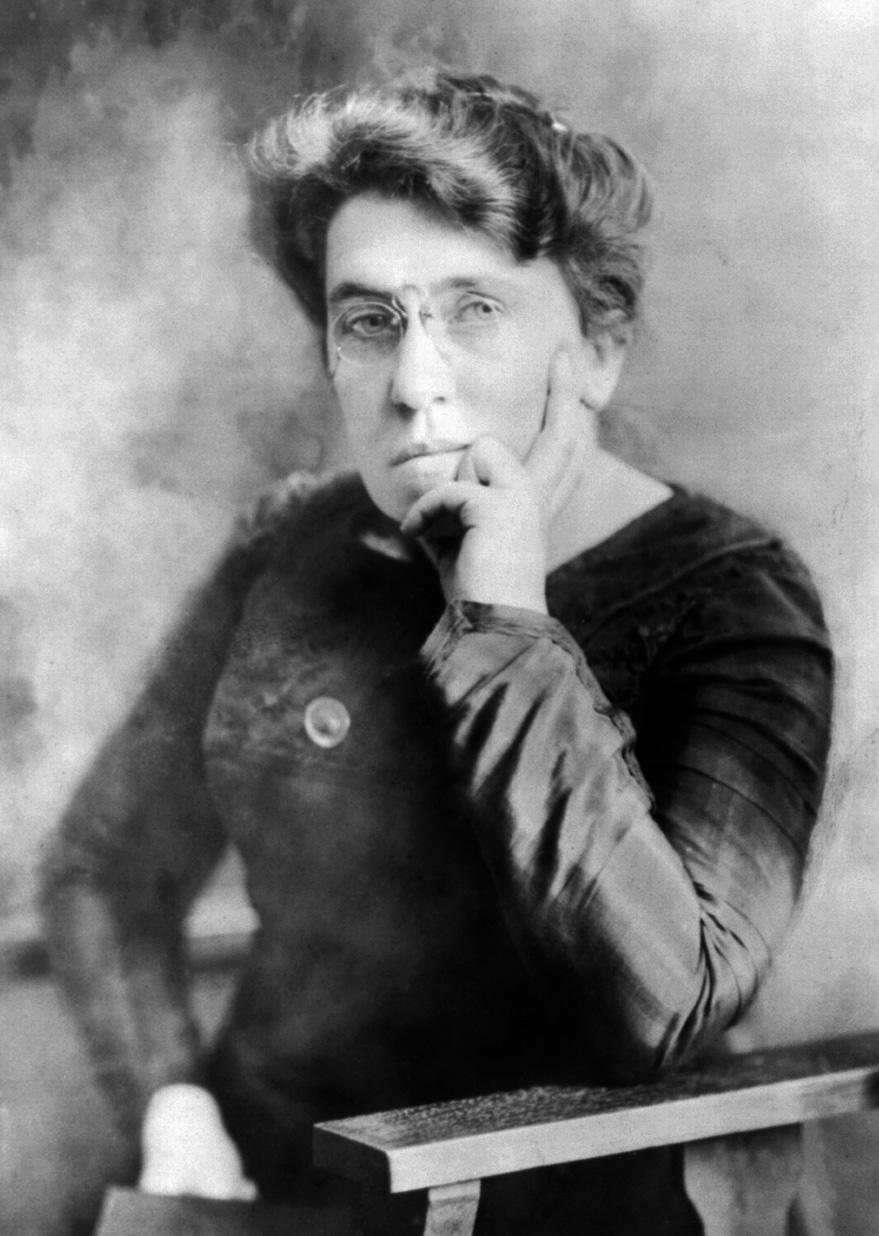
Emma Goldman była zwolenniczką wspólnej własności środków produkcji

W nurcie socjalistycznym różne tradycje ideologiczne – marksistowska, anarchistyczna, reformistyczna i komunalistyczna – postrzegają własność wspólną środków produkcji jako cel końcowy. Choć wielu socjalistów utożsamia socjalizm z własnością publiczną lub spółdzielczą, pojęcie własności wspólnej zarezerwowane jest często dla wyższej fazy komunizmu (wg Marksa i Engelsa), w której środki produkcji należą do całego społeczeństwa. Takie podejście rozwijali również Włodzimierz Lenin, Emma Goldman czy Piotr Kropotkin.
Wspólna własność w społeczeństwie komunistycznym różni się od tzw. komunizmu pierwotnego – jest wynikiem rozwoju technologicznego i społecznego, prowadzącego do zaniku niedoboru i zrównania warunków życia. Od 1918 do 1995 brytyjska Partia Pracy w swoim statucie (klauzula IV) deklarowała jako cel „wspólną własność środków produkcji, dystrybucji i wymiany”, dążąc do zapewnienia sprawiedliwego podziału owoców pracy.

## W teorii kontraktu
W ekonomii neoklasycznej wspólna własność analizowana jest w ramach teorii kontraktu. Według koncepcji niekompletnych kontraktów (Oliver Hart i in.), własność odgrywa kluczową rolę, ponieważ właściciel posiada tzw. rezydualne prawa kontroli – czyli prawo do decydowania w sytuacjach nieuregulowanych umową. Właściciel ma silniejsze bodźce do inwestycji specyficznych dla relacji gospodarczej niż nie-właściciel, co czyni własność zasobem ograniczonym. W rezultacie teoria ta zakłada, że współwłasność (wspólna własność) jest często suboptymalna, zwłaszcza gdy inwestycje dotyczą kapitału ludzkiego.
Jednak nowsze badania wykazały, że wspólna własność może być korzystna również w takich przypadkach – zwłaszcza gdy strony dysponują asymetryczną informacją, mają długoterminową relację lub posiadają specjalistyczną wiedzę, którą mogą ujawniać sobie nawzajem.